# Тале Христов
 Тази статия е за прилепския деец на ВМОРО.  За преспанския войвода на ВМОРО и ВМРО вижте Тале Андонов.  
Тале Христов с псевдоним Егмонт и Горанов е български революционер, деец на Вътрешната македоно-одринска революционна организация.

## Биография
Тале Христов е роден в бедно семейство на 29 юни 1878 година в Прилеп, тогава в Османската империя. Завършва III клас в българското класно училище в Прилеп, след което учи в българската гимназия в Битоля, където се включва в редиците на ВМОРО. Активно участва в кръжока на Вътрешната организация, ръководен от Даме Груев. В 1900 година завършва гимназията и става учител в едно битолско село. За притежание на забранени книги е арестуван и осъден на 1 година затвор. Лежи в затвора заедно с Даме Груев.
След освобождението си в 1901 – 1902 година е учител в Прилеп. По време на учителстването си работи за засилване на революционната организация в Прилепско и е член на ръководното тяло на Прилепския революционен комитет. Участва като делегат на Прилепския революционен район на Смилевския конгрес. След конгреса през юни влиза в четата на Петър Ацев, а още с тях е Александър Спирков от Тиквешко. На 6 (19) юли 1903 година четите на Петър Ацев и Никола Пешков, заедно с тридесетина граждани прилепчани — всичко около 80 души, са ненадейно нападнати в местността Студеница край Беловодица от 20—30 жандарми. Пристига и войска от гарнизона в Дуйне. Четниците са обстрелвани от няколко страни и се сражават поединично и на малки групи. Загиват 18 четници, главно от гражданите, между които Тале Христов, учителят Димитър Сливянов, йеромонах Козма, Григор Ракиджиев, Йордан Нунев и други. Тале Христов е тежко ранен и умира скрит в една пещера.